# Bjargtangar

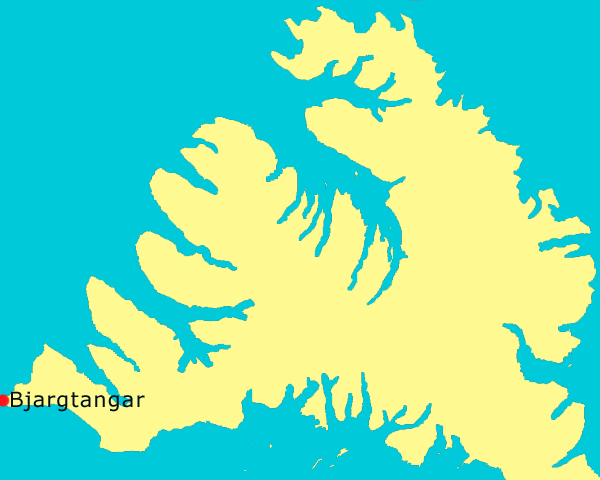
Bjargtangars läge bland Västfjordarna

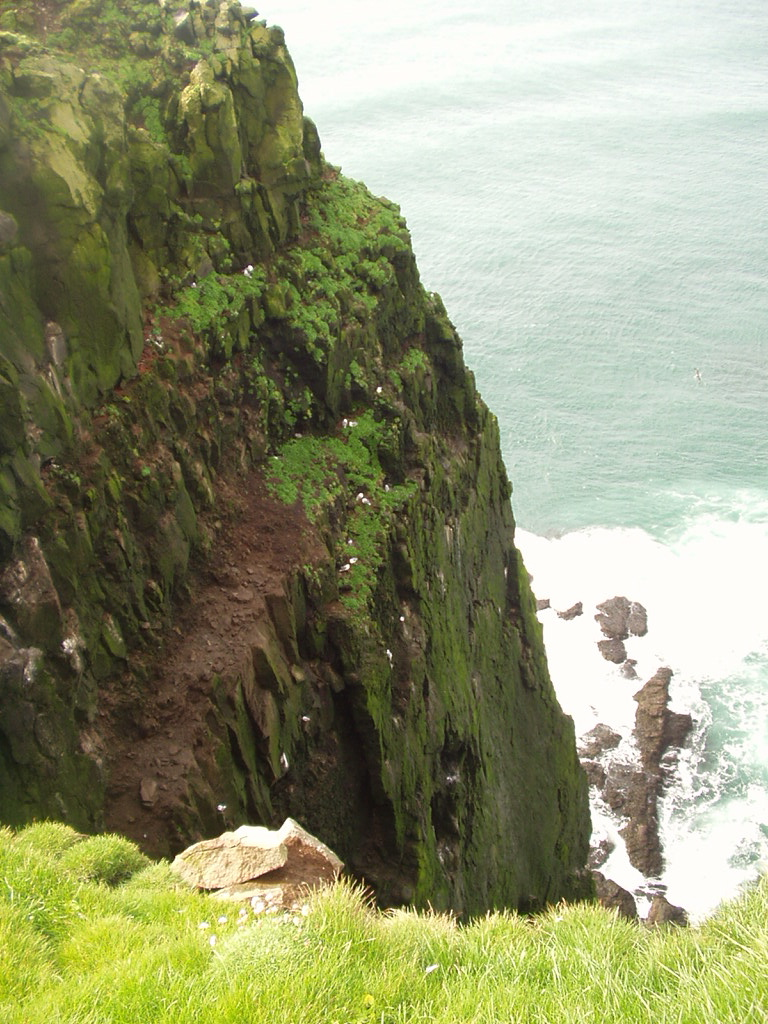
Klippan i Bjargtangar (augusti 2005)

Bjargtangar är en udde i republiken Island. Den ligger i regionen Västfjordarna, i den västra delen av landet.  Bjargtangar är Europas västligaste udde, (om inte Azorerna räknas med). Den ligger vid 65 grader 30,11 minuter nordlig bredd 24 grader 31,44 minuter västlig längd.

## Historia
På platsen ägde ett dramatiskt sjödrama rum under jultiden 1947 då den brittiska trålaren Dhoon förliste vid foten av klippan, vilken är 444 meter hög. Tolv besättningsmän räddades av invånarna i byn Hvallátur på ett spektakulärt sätt: de firade ner sig från klippans topp i anordningar som egentligen användes i lugnt väder för att hämta ägg från lunnefågel.